# Brice Roger
Pour les articles homonymes, voir Roger.
Brice Roger, né le 9 août 1990 à Bourg-Saint-Maurice, est un skieur alpin français. Il compte deux podiums en Coupe du monde en super-G, à trois ans d'écart.

## Biographie
Brice Roger, membre du club de La Plagne fait ses débuts dans les courses FIS en 2005, puis la Coupe d'Europe en 2008. Chez les jeunes, il remporte une médaille de bronze au Festival olympique de la jeunesse européenne en 2007 à Jaca en slalom, puis participe aux Championnats du monde junior en 2008 et 2010, obtenant une treizième place en super G en tant que meilleur résultat en 2010.
Brice Roger apparaît en Coupe du monde en janvier 2011 à la descente de Chamonix et marque son premier point (30e) à la descente de Bormio. En décembre 2012, il est déjà auteur d'un top dix à Val Gardena (dixième de la descente), puis gagne une manche de la Coupe d'Europe à Wengen (descente). Sélectionné pour les Jeux olympiques d'hiver 2014, à Sotchi, il  chute à l'entraînement de descente et doit renoncer à la compétition du fait d'une rupture des ligaments croisés.
Il renoue avec le top dix en Coupe du monde en 2015, montant même sur son premier podium au super G des Finales à Méribel, à seulement huit centièmes du Canadien Dustin Cook, vainqueur et un centième devant le quatrième Marcel Hirscher. Il explique sa réussite grâce à plus de relachement par rapport à sa discipline forte la discipline forte, la descente, où il en « fait trop » parfois.
Le deuxième est obtenu à Kvitfjell le 11 mars 2018, en s'élançant du haut de l'Olympiabakken avec le dossard n°49, alors que son meilleur résultat dans la discipline était 27e cet hiver. Il compte deux autres top dix cet hiver, dont une septième place à la descente de Kitzbühel et établit alors son meilleur classement général en Coupe du monde : 38e.
Il fait partie de la sélection pour les Jeux olympiques d'hiver de 2018, à Pyeongchang, où il est huitième de la descente et dix-neuvième du super G.
Aux Championnats du monde 2019, il signe son meilleur résultat dans les championnats majeurs, finissant septième du super G, place qu'il occupe au super G de Kitzbühel cet hiver.
Lors de la saison 2020-2021, son meilleur résultat est quinzième à Val d'Isère, mais il se blesse au genou après une lourde chute à la descente de Garmisch et doit déclarer forfait pour les Mondiaux. En préparation de la saison suivante, le skieur se rompt de nouveau le ligament croisé antérieur et doit abandonner les espoirs de participer à la saison de Coupe du monde à venir et les Jeux olympiques.

## Palmarès

### Jeux olympiques
| Épreuve / Édition   | Descente | Super G |
| JO 2018 Pyeongchang | 8e       | 19e     |

### Championnats du monde
Brice Roger a participé à quatre éditions des Championnats du monde, en 2013 à Schladming, en 2015 à Beaver Creek, en 2017 à Saint-Moritz et 2019 à Åre. Son meilleur résultat est une septième place en super G aux Mondiaux 2019.
| Épreuve / Édition | Schladming 2013 | Vail - Beaver Creek 2015 | Saint-Moritz 2017 | Åre 2019 |
| Descente          | 15e             | -                        | 10e               | 19e      |
| Super G           | -               | 12e                      | 18e               | 7e       |
| Combiné           | Abandon         | -                        | -                 | -        |

### Coupe du monde
- Meilleur classement général : 38e en 2018.
- 2 podiums (en super G).

#### Classements par épreuve en Coupe du monde
| Saison / Épreuve | Saison / Épreuve | Général | Général | Descente | Descente | Super G | Super G | Slalom géant | Slalom géant | Slalom | Slalom | Combiné | Combiné |
| ---------------- | ---------------- | ------- | ------- | -------- | -------- | ------- | ------- | ------------ | ------------ | ------ | ------ | ------- | ------- |
| Saison / Épreuve | Saison / Épreuve | Class.  | Points  | Class.   | Points   | Class.  | Points  | Class.       | Points       | Class. | Points | Class.  | Points  |
| 2012             | 2012             | 118e    | 12      | 51e      | 1        | -       | -       | -            | -            | -      | -      | 35e     | 11      |
| 2013             | 2013             | 76e     | 77      | 30e      | 69       | -       | -       | -            | -            | -      | -      | 25e     | 8       |
| 2014             | 2014             | 76e     | 68      | 34e      | 48       | 35e     | 20      | -            | -            | -      | -      | -       | -       |
| 2015             | 2015             | 49e     | 156     | 45e      | 24       | 15e     | 132     | -            | -            | -      | -      | -       | -       |
| 2016             | 2016             | 118e    | 22      | 46e      | 12       | 50e     | 10      | -            | -            | -      | -      | -       | -       |
| 2017             | 2017             | 93e     | 56      | 33e      | 40       | 38e     | 16      | -            | -            | -      | -      | -       | -       |
| 2018             | 2018             | 38e     | 211     | 15e      | 147      | 21e     | 64      | -            | -            | -      | -      | -       | -       |
| 2019             | 2019             | 56e     | 130     | 31e      | 40       | 17e     | 90      | -            | -            | -      | -      | -       | -       |
| 2020             | 2020             | 101e    | 50      | 37e      | 36       | 44e     | 14      | -            | -            | -      | -      | -       | -       |
| 2021             | 2021             | 81e     | 74      | 37e      | 27       | 30e     | 47      | -            | -            | -      | -      | -       | -       |

#### Performances générales
Brice Roger a pris 81 départs en Coupe du monde, la plupart en descente. Il compte deux podiums, obtenus à Méribel en 2015 et à Kvitfjell en 2018.
| Résultat  | Descente | Super G | Slalom géant | Combiné | Slalom | Total |
| --------- | -------- | ------- | ------------ | ------- | ------ | ----- |
| 1re place | -        | -       | -            | -       | -      | 0     |
| 2e place  | -        | -       | -            | -       | -      | 0     |
| 3e place  | -        | 2       | -            | -       | –      | 2     |
| Top 10    | 5        | 3       | -            | -       | -      | 8     |
| Top 30    | 26       | 12      | -            | 2       | -      | 40    |
| Classé    | 42       | 18      | -            | 2       | -      | 62    |
| Départs   | 46       | 27      | 0            | 7       | 1      | 81    |

Mis à jour le 11 mars 2018.

### Championnats du monde junior
Brice Roger a participé à deux éditions des Championnats du monde juniors. Son meilleur résultat est une 13e place dans le super G disputé sur la piste de Megève en 2010.
| Épreuve / Édition                         | Descente | Super G | Slalom géant | Slalom  | Combiné |
| ----------------------------------------- | -------- | ------- | ------------ | ------- | ------- |
| Mondiaux 2008 Formigal                    | Abandon  | -       | -            | -       | -       |
| Mondiaux 2010 Megève/Les Houches/Chamonix | 21e      | 13e     | Abandon      | Abandon | -       |

### Festival olympique de la jeunesse européenne
- Jaca 2007 :
  -  Médaille de bronze au slalom.

### Coupe d'Europe
- 2 podiums, dont 1 victoire (en descente).

### Championnats de France

#### Élite
Brice Roger a remporté la médaille d'argent lors des Championnats de France de descente en 2013.
| Épreuve / Édition                                | Descente           | Super G       | Slalom géant | Slalom  | Super combiné |
| ------------------------------------------------ | ------------------ | ------------- | ------------ | ------- | ------------- |
| Championnats 2006 Val-d'Isère                    | —                  | 77e           | —            | —       | —             |
| Championnats 2007 Val-d'Isère/Val Cenis/Les Arcs | 29e                | Abandon       | Abandon      | Abandon | 19e           |
| Championnats 2010 Les Menuires                   | 24e                | 5e            | 21e          | Abandon | 17e           |
| Championnats 2011 Tignes/Le Mont-Dore            | 9e                 | Abandon       | Abandon      | Abandon | 6e            |
| Championnats 2013 Peyragudes                     | Médaille d'argent  | Abandon       | —            | —       | —             |
| Championnats 2015 Tignes                         | Médaille de bronze | 17e           |              |         |               |
| Championnats 2017 Megève                         |                    | Médaille d'or |              |         |               |

#### Jeunes
2 titres de champion de France.